# Brian Hopper
Brian Hopper (9 de enero de 1943) es un guitarrista y saxofonista inglés, hermano mayor del bajista Hugh Hopper. Junto a Hugh participó en la escena de Canterbury durante la década de los 60.

## Biografía
Junto a su hermano fundaron Wilde Flowers en 1965, grupo en el que ambos componían. En 1968 los dos aparecen como invitados y cocompositores en el álbum debut de Soft Machine.
Durante la mayor parte de 1969, se unió a Soft Machine como invitado en estudio y en vivo hasta que fue reemplazado por la sección de vientos de Keith Tippett (que incluía a Elton Dean) en octubre de ese año.
Paralelamente formó parte de Zobe y Beggars Farm. Esta última grabó un álbum en 1970 (de blues rock y hard rock) que saldría casi 30 años después.
La muerte de dos compañeros de banda a principios de los 70, desanimó a Hopper al punto de abandonar la música para dedicarse a la investigación y protección de cultivos agrícolas.
Sólo volvería a la actividad musical más de 20 años después, ya en los 90. En esta época salieron varias grabaciones que estaban en el archivo de Hopper, y van de 1962 a 1970, a veces incluyendo información y anécdotas escritas por él mismo. Además entre 1997 y 2006 publicó tres álbumes de material nuevo, dos de ellos colaboraciones.
En junio de 2009 su hermano Hugh falleció, a los 64 años.

## Discografía

### Como intérprete
| Grabación | Álbum                          | Banda                        | Lanzamiento |
| --------- | ------------------------------ | ---------------------------- | ----------- |
| 1965-68   | Wilde Flowers                  | Wilde Flowers                | 1994        |
| 1968      | The Soft Machine               | Soft Machine                 | 1968        |
| 1969      | Volume Two                     | Soft Machine                 | 1969        |
| 1969      | Spaced                         | Soft Machine                 | 1996        |
| 1969      | BBC Radio: 1967-1971           | Soft Machine                 | 2003        |
| 1969-70   | Brian Hopper with Beggars Farm | Beggars Farm                 | 1997        |
| 1997      | Virtuality                     | Brian Hopper & Robert Fenner | 1997        |
| 2003      | If Ever I Am                   | Brian Hopper                 | 2004        |
| 2006      | Just Desserts                  | Brian Hopper & Robert Fenner | 2006        |

### Como productor/compilador
| Grabación | Álbum                                      | Banda                                                                       | Lanzamiento |
| --------- | ------------------------------------------ | --------------------------------------------------------------------------- | ----------- |
| 1962-69   | Canterburied Sounds [serie de 4 volúmenes] | Daevid Allen Trio, Wilde Flowers, Soft Machine, Caravan, Zobe, Beggars Farm | 1998        |
| 1963      | Live 1963                                  | Daevid Allen Trio                                                           | 1993        |
| 1965-69   | Wilde Flowers                              | Wilde Flowers / Zobe                                                        | 1994        |
| 1969      | Spaced                                     | Soft Machine                                                                | 1996        |
| 1970      | Breda Reactor                              | Soft Machine                                                                | 2004        |
| 1970      | Somewhere in Soho                          | Soft Machine                                                                | 2004        |
| 1970      | Facelift                                   | Soft Machine                                                                | 2002        |
| 1969-70   | Brian Hopper with Beggars Farm             | Beggars Farm                                                                | 1997        |